# Erdőbénye
Erdőbénye este un sat în districtul Tokaj, județul Borsod-Abaúj-Zemplén, Ungaria, având o populație de 1.209 locuitori (2011). 

## Demografie
Componența etnică a satului Erdőbénye
     Maghiari (95,47%)
     Romi (4,09%)
     Germani (0,44%)
Componența confesională a satului Erdőbénye
     Romano-catolici (47,56%)
     Reformați (28,78%)
     Fără religie (4,38%)
     Greco-catolici (3,8%)
     Necunoscută (15,47%)
     Alte religii (0,33%)
Conform recensământului din 2011, satul Erdőbénye avea 1.209 locuitori. Din punct de vedere etnic, majoritatea locuitorilor (95,47%) erau maghiari, cu o minoritate de romi (4,09%). Nu există o religie majoritară, locuitorii fiind romano-catolici (47,56%), reformați (28,78%), persoane fără religie (4,38%) și greco-catolici (3,8%). Pentru 15,47% din locuitori nu este cunoscută apartenența confesională.